# Joan Crockatt
Joan Crockatt , née le 5 décembre 1955 à Lloydminster, est une personnalité politique canadienne qui a été élue à la Chambre des communes du Canada lors d'une élection partielle le 26 novembre 2012. Membre du parti conservateur du Canada, elle représente la circonscription électorale de Calgary-Centre jusqu'en novembre 2015. Elle est battue en octobre 2015 par le libéral Kent Hehr.

## Biographie
Joan Crockatt est née et a grandi à Lloydminster. Elle a obtenu un baccalauréat ès arts de l'université de la Saskatchewan et a reçu une bourse William Southam (en) en journalisme à l'université de Toronto. Elle a étudié la réflexion stratégique à la London School of Economics.

## Journalisme
Joan Crockatt a travaillé comme directrice de la rédaction de Canwest, et rédactrice en chef et éditorialiste pour le Calgary Herald.

## Politique
En novembre 2012, elle remporte une élection contre le candidat libéral Harvey Locke et l'écologiste Chris Turner (en).

## Inondations de 2013 en Alberta
Après les inondations de 2013 survenues en Alberta, elle est devenue une ardente défenseuse de ceux qui sont touchés et continue de militer pour l'atténuation des inondations.

### Source de la traduction
- (en) Cet article est partiellement ou en totalité issu de l’article de Wikipédia en anglais intitulé « Joan Crockatt » (voir la liste des auteurs).